# Mundial de Clubes FIFA de 2025 – Grupo G
O grupo G do Mundial de Clubes FIFA de 2025 está ocorrendo entre 18 e 26 de junho de 2025. O grupo é formado por Manchester City, Wydad Casablanca, Al Ain e Juventus. As duas melhores equipes avançam para as oitavas de final.

## Equipes
| Inscrição | Equipe           | Confederação | Método de qualificação                         | Data de qualificação |                      |                 |      |                                                   |                     |
| --------- | ---------------- | ------------ | ---------------------------------------------- | -------------------- | -------------------- | --------------- | ---- | ------------------------------------------------- | ------------------- |
| Inscrição | Equipe           | Confederação | Método de qualificação                         | Data de qualificação | A1 (cabeça-de-chave) | Manchester City | UEFA | Campeão da Liga dos Campeões da UEFA de 2022–23\| | 10 de junho de 2023 |
| A2        | Wydad Casablanca | CAF          | Campeão da Liga dos Campeões da CAF de 2021–22 | 14 de março de 2023  |                      |                 |      |                                                   |                     |
| A3        | Al Ain           | AFC          | Campeão da Liga dos Campeões da AFC de 2023–24 | 25 de maio de 2024   |                      |                 |      |                                                   |                     |
| A4        | Juventus         | UEFA         | Classificação de 4 anos da UEFA                | 12 de março de 2024  |                      |                 |      |                                                   |                     |

## Encontros anteriores
- Manchester City x Wydad Casablanca: nenhum
- Al Ain x Juventus: nenhum
- Manchester City x Al Ain:
  - 2014, amistoso, Manchester City 3–0 Al Ain
- Juventus x Wydad Casablanca: nenhum
- Juventus x Manchester City:
  - 1976, primeira fase da Liga Europa da UEFA de 1976–77, Juventus 0–1 Manchester City
  - 1976, primeira fase da Liga Europa da UEFA de 1976–77, Juventus 2–0 Manchester City
  - 2010, fase de grupos da Liga Europa da UEFA de 2010–11, Juventus 1–1 Manchester City
  - 2010, fase de grupos da Liga Europa da UEFA de 2010–11, Juventus 1–1 Manchester City
  - 2015, fase de grupos da Liga dos Campeões da UEFA de 2015–16, Juventus 2–1 Manchester City
  - 2015, fase de grupos da Liga dos Campeões da UEFA de 2015–16, Juventus 1–0 Manchester City
- Wydad Casablanca x Al Ain: nenhum

## Classificação
| Pos | Equipe           | Pts | J | V | E | D | GP | GC | SG  | Classificação ou descenso |
| --- | ---------------- | --- | - | - | - | - | -- | -- | --- | ------------------------- |
| 1   | Manchester City  | 9   | 3 | 3 | 0 | 0 | 13 | 2  | +11 | Oitavas de final          |
| 2   | Juventus         | 6   | 3 | 2 | 0 | 1 | 11 | 6  | +5  | Oitavas de final          |
| 3   | Al Ain           | 3   | 3 | 1 | 0 | 2 | 2  | 12 | −10 |                           |
| 4   | Wydad Casablanca | 0   | 3 | 0 | 0 | 3 | 2  | 8  | −6  |                           |

## Partidas
Todas as partidas seguem o fuso horário UTC-4.

### Manchester City x Wydad Casablanca
| 18 de junho   | Manchester City     | 2 – 0            | Wydad Casablanca | Lincoln Financial Field, Filadélfia            |
| 12:00 (UTC−4) | Foden 2' · Doku 42' | Relatório (FIFA) |                  | Público: 37 446 Árbitro: BRA Ramon Abatti Abel |

| Manchester City | Wydad Casablanca |

| G              | 31 | Ederson           |     |       |
| LD             | 82 | Rico Lewis        | 88' |       |
| Z              | 22 | Vitor Reis        |     |       |
| Z              | 6  | Nathan Aké        |     |       |
| LE             | 75 | Nico O'Reilly     |     | 90+1' |
| M              | 4  | Tijjani Reijnders |     |       |
| M              | 29 | Rayan Cherki      |     | 59'   |
| M              | 47 | Phil Foden        |     | 59'   |
| A              | 26 | Savinho           |     | 90+2' |
| A              | 7  | Omar Marmoush     |     | 68'   |
| A              | 11 | Jérémy Doku       |     | 59'   |
| Substituições: |    |                   |     |       |
| A              | 9  | Erling Haaland    |     | 59'   |
| M              | 16 | Rodri             |     | 59'   |
| A              | 52 | Oscar Bobb        |     | 59'   |
| M              | 19 | İlkay Gündoğan    |     | 68'   |
| M              | 27 | Matheus Nunes     |     | 90+2' |
| Treinador:     |    |                   |     |       |
| Pep Guardiola  |    |                   |     |       |

| G               | 12 | Mehdi Benabid         |     |     |
| Z               | 22 | Bart Meijers          |     | 75' |
| Z               | 72 | Guilherme             |     |     |
| Z               | 14 | Abdelmounaim Boutouil |     |     |
| M               | 2  | Mohamed Moufid        |     |     |
| M               | 18 | Fahd Moufi            |     |     |
| M               | 23 | Oussama Zemraoui      |     | 61' |
| M               | 19 | El Mehdi El Moubarik  |     |     |
| A               | 11 | Nordin Amrabat        |     | 61' |
| A               | 4  | Thembinkosi Lorch     |     | 84' |
| A               | 21 | Cassius Mailula       | 16' | 46' |
| Substituições:  |    |                       |     |     |
| A               | 8  | Mohamed Rayhi         |     | 46' |
| M               | 7  | Mickaël Malsa         |     | 61' |
| A               | 9  | Samuel Obeng          |     | 61' |
| M               | 5  | Ismail Moutaraji      |     | 75' |
| M               | 25 | Stephane Aziz Ki      |     | 84' |
| Treinador:      |    |                       |     |     |
| Amine Benhachem |    |                       |     |     |

| Homem do Jogo: Phil Foden Bandeirinhas: Danilo Manis Rafael Alves Quarto árbitro: Ma Ning Árbitro assistente de vídeo: Juan Soto Árbitros assistentes de árbitro de vídeo: Érick Miranda Carlos del Cerro Grande |

### Al Ain x Juventus
| 18 de junho   | Al Ain | 0 – 5            | Juventus                                                | Audi Field, Washington, D.C.            |
| 21:00 (UTC−4) |        | Relatório (FIFA) | Kolo Muani 11', 45+4' · Conceição 21', 58' · Yıldız 31' | Público: 18 161 Árbitro: USA Tori Penso |

| Al Ain | Juventus |

| G              | 1  | Rui Patrício        |       |       |
| Z              | 14 | Marcel Ratnik       |       |       |
| Z              | 25 | Ramy Rabia          |       |       |
| Z              | 3  | Kouame Autonne      |       | 68'   |
| LD             | 70 | Abdoul Karim Traoré | 90+3' |       |
| LE             | 36 | Facundo Zabala      |       |       |
| M              | 10 | Kaku                |       | 76'   |
| M              | 5  | Park Yong-woo       |       | 76'   |
| M              | 20 | Matías Palacios     |       | 68'   |
| A              | 9  | Kodjo Fo-Doh Laba   |       |       |
| A              | 21 | Soufiane Rahimi     |       | 90+2' |
| Substituições: |    |                     |       |       |
| M              | 6  | Yahia Nader         |       | 68'   |
| Z              | 56 | Amadou Niang        |       | 68'   |
| M              | 28 | Nassim Chadli       |       | 76'   |
| Z              | 97 | Adis Jašić          |       | 76'   |
| M              | 80 | Joshua Udoh         |       | 90+2' |
| Treinador:     |    |                     |       |       |
| Vladimir Ivić  |    |                     |       |       |

| G              | 29 | Michele Di Gregorio |     |     |
| Z              | 15 | Pierre Kalulu       |     |     |
| Z              | 37 | Nicolò Savona       |     | 70' |
| Z              | 6  | Lloyd Kelly         |     |     |
| M              | 2  | Alberto Costa       |     |     |
| M              | 16 | Weston McKennie     | 5'  |     |
| M              | 19 | Khéphren Thuram     |     | 46' |
| M              | 27 | Andrea Cambiaso     | 16' | 46' |
| A              | 7  | Francisco Conceição | 60' |     |
| A              | 20 | Randal Kolo Muani   |     | 70' |
| A              | 10 | Kenan Yıldız        |     | 62' |
| Substituições: |    |                     |     |     |
| M              | 26 | Douglas Luiz        |     | 46' |
| A              | 22 | Timothy Weah        |     | 46' |
| M              | 8  | Teun Koopmeiners    |     | 62' |
| Z              | 4  | Federico Gatti      | 82' | 70' |
| A              | 9  | Dušan Vlahović      |     | 70' |
| Treinador:     |    |                     |     |     |
| Igor Tudor     |    |                     |     |     |

| Homem do Jogo: Randal Kolo Muani Bandeirinhas: Brooke Mayo Kathryn Nesbitt Quarto árbitro: Jean-Jacques Ndala Árbitro assistente de vídeo: Armando Villarreal Árbitros assistentes de árbitro de vídeo: Guillermo Pacheco Fu Ming |

### Juventus x Wydad Casablanca
| 22 de junho   | Juventus                                                    | 4 – 1            | Wydad Casablanca | Lincoln Financial Field, Filadélfia        |
| 12:00 (UTC−4) | Boutouil 6' (g.c.) · Yıldız 16', 69' · Vlahović 90+4' (pen) | Relatório (FIFA) | Lorch 25'        | Público: 31 975 Árbitro: HON Said Martínez |

| Juventus | Wydad Casablanca |

| G              | 29 | Michele Di Gregorio |  |     |
| Z              | 15 | Pierre Kalulu       |  |     |
| Z              | 37 | Nicolò Savona       |  |     |
| Z              | 6  | Lloyd Kelly         |  |     |
| M              | 2  | Alberto Costa       |  | 73' |
| M              | 16 | Weston McKennie     |  | 46' |
| M              | 19 | Khéphren Thuram     |  |     |
| M              | 27 | Andrea Cambiaso     |  |     |
| A              | 7  | Francisco Conceição |  | 73' |
| A              | 20 | Randal Kolo Muani   |  | 73' |
| A              | 10 | Kenan Yıldız        |  | 84' |
| Substituições: |    |                     |  |     |
| M              | 8  | Teun Koopmeiners    |  | 46' |
| M              | 5  | Manuel Locatelli    |  | 73' |
| A              | 11 | Nicolás González    |  | 73' |
| A              | 9  | Dušan Vlahović      |  | 73' |
| Z              | 4  | Federico Gatti      |  | 84' |
| Treinador:     |    |                     |  |     |
| Igor Tudor     |    |                     |  |     |

| G                       | 12 | Mehdi Benabid         |     |     |
| Z                       | 72 | Guilherme Ferreira    | 51' |     |
| Z                       | 14 | Abdelmounaim Boutouil |     | 78' |
| Z                       | 22 | Bart Meijers          | 23' | 46' |
| M                       | 18 | Fahd Moufi            |     | 87' |
| M                       | 23 | Oussama Zemraoui      |     | 78' |
| M                       | 19 | El Mehdi El Moubarik  |     |     |
| M                       | 2  | Mohamed Moufid        |     |     |
| A                       | 11 | Nordin Amrabat        |     |     |
| A                       | 9  | Samuel Obeng          |     | 46' |
| A                       | 4  | Thembinkosi Lorch     |     |     |
| Substituições:          |    |                       |     |     |
| A                       | 26 | Selemani Mwalimu      |     | 46' |
| A                       | 99 | Omar Al Somah         |     | 46' |
| Z                       | 16 | Jamal Harkass         |     | 78' |
| A                       | 21 | Cassius Mailula       |     | 78' |
| M                       | 25 | Stephane Aziz Ki      |     | 87' |
| Treinador:              |    |                       |     |     |
| Mohamed Amine Benhachem |    |                       |     |     |

| Homem do Jogo: Kenan Yıldız Bandeirinhas: Walter López Christian Ramírez Quarto árbitro: Ma Ning Árbitro assistente de vídeo: Erick Miranda Árbitros assistentes de árbitro de vídeo: Shaun Evans Khamis Al-Marri |

### Manchester City x Al Ain
| 22 de junho   | Manchester City                                                                | 6 – 0            | Al Ain | Mercedes-Benz Stadium, Atlanta                |
| 21:00 (UTC−4) | Gündoğan 8', 73' · Echeverri 27' · Haaland 45+5' (pen) · Bobb 84' · Cherki 89' | Relatório (FIFA) |        | Público: 40 392 Árbitro: ALG Mustapha Ghorbal |

| Manchester City | Al Ain |

| G              | 18 | Stefan Ortega      |     |     |
| Z              | 45 | Abdukodir Khusanov | 58' | 61' |
| Z              | 25 | Manuel Akanji      |     |     |
| Z              | 24 | Joško Gvardiol     |     | 73' |
| M              | 27 | Matheus Nunes      |     |     |
| M              | 14 | Nico González      |     | 61' |
| M              | 19 | İlkay Gündoğan     |     |     |
| M              | 21 | Rayan Aït-Nouri    |     |     |
| A              | 20 | Bernardo Silva     |     | 73' |
| A              | 9  | Erling Haaland     |     |     |
| A              | 30 | Claudio Echeverri  |     | 46' |
| Substituições: |    |                    |     |     |
| M              | 47 | Phil Foden         |     | 46' |
| A              | 52 | Oscar Bobb         |     | 61' |
| M              | 16 | Rodri              |     | 61' |
| M              | 29 | Rayan Cherki       |     | 73' |
| Z              | 3  | Rúben Dias         |     | 73' |
| Treinador:     |    |                    |     |     |
| Pep Guardiola  |    |                    |     |     |

| G              | 17 | Khalid Eisa         |       |     |
| Z              | 56 | Amadou Niang        |       |     |
| Z              | 5  | Park Yong-woo       |       |     |
| Z              | 25 | Ramy Rabia          | 45+4' |     |
| LD             | 97 | Adis Jašić          |       |     |
| LE             | 36 | Facundo Zabala      | 25'   | 62' |
| M              | 28 | Nassim Chadli       |       | 74' |
| M              | 6  | Yahia Nader         |       | 46' |
| M              | 70 | Abdoul Karim Traoré |       |     |
| M              | 8  | Mohammed Abbas      |       | 62' |
| A              | 21 | Soufiane Rahimi     |       | 46' |
| Substituições: |    |                     |       |     |
| A              | 9  | Kodjo Fo-Doh Laba   |       | 46' |
| M              | 20 | Matías Palacios     |       | 46' |
| A              | 10 | Kaku                |       | 62' |
| M              | 15 | Erik                |       | 62' |
| M              | 19 | Mateo Sanabria      |       | 74' |
| Treinador:     |    |                     |       |     |
| Vladimir Ivić  |    |                     |       |     |

| Homem do Jogo: İlkay Gündoğan Bandeirinhas: Mokrane Gourari Abbes Akram Zerhouni Quarto árbitro: Alireza Faghani Árbitro assistente de vídeo: Mahmoud Ashour Árbitros assistentes de árbitro de vídeo: Leodán González Fu Ming |

### Juventus x Manchester City
| 26 de junho   | Juventus                       | 2 – 5            | Manchester City                                                     | Camping World Stadium, Orlando              |
| 15:00 (UTC−4) | Koopmeiners 11' · Vlahović 84' | Relatório (FIFA) | Doku 9' · Kalulu 26' (g.c.) · Haaland 52' · Foden 69' · Savinho 75' | Público: 54 320 Árbitro: FRA Clément Turpin |

| Juventus | Manchester City |

| G              | 29 | Michele Di Gregorio |     |     |
| Z              | 15 | Pierre Kalulu       | 64' |     |
| Z              | 37 | Nicolò Savona       |     | 60' |
| Z              | 6  | Lloyd Kelly         |     |     |
| M              | 2  | Alberto Costa       |     | 57' |
| M              | 5  | Manuel Locatelli    |     | 57' |
| M              | 16 | Weston McKennie     |     | 82' |
| M              | 18 | Filip Kostić        |     |     |
| A              | 11 | Nicolás González    |     |     |
| A              | 9  | Dušan Vlahović      |     |     |
| A              | 8  | Teun Koopmeiners    |     | 57' |
| Substituições: |    |                     |     |     |
| M              | 19 | Khépren Thuram      |     | 57' |
| M              | 27 | Andrea Cambiaso     |     | 57' |
| A              | 10 | Kenan Yıldız        |     | 57' |
| Z              | 4  | Federico Gatti      |     | 60' |
| M              | 17 | Vasilije Adžić      |     | 83' |
| Treinador:     |    |                     |     |     |
| Igor Tudor     |    |                     |     |     |

| G              | 31 | Ederson           |  |     |
| LD             | 27 | Matheus Nunes     |  |     |
| Z              | 3  | Rúben Dias        |  |     |
| Z              | 25 | Manuel Akanji     |  |     |
| LE             | 21 | Rayan Aït-Nouri   |  | 75' |
| M              | 16 | Rodri             |  | 66' |
| M              | 20 | Bernardo Silva    |  | 75' |
| M              | 4  | Tijjani Reijnders |  |     |
| A              | 26 | Savinho           |  |     |
| A              | 7  | Omar Marmoush     |  | 46' |
| A              | 11 | Jérémy Doku       |  | 66' |
| Substituições: |    |                   |  |     |
| A              | 9  | Erling Haaland    |  | 46' |
| M              | 19 | İlkay Gündoğan    |  | 66' |
| M              | 47 | Phil Foden        |  | 66' |
| M              | 29 | Rayan Cherki      |  | 75' |
| M              | 75 | Nico O'Reilly     |  | 75' |
| Treinador:     |    |                   |  |     |
| Pep Guardiola  |    |                   |  |     |

| Homem do Jogo: Jérémy Doku Bandeirinhas: Nicolas Danos Benjamin Pagès Quarto árbitro: István Kovács Árbitro assistente de vídeo: Jérôme Brisard Árbitros assistentes de árbitro de vídeo: Hernán Mastrángelo Armando Villarreal |

### Wydad Casablanca x Al Ain
| 26 de junho   | Wydad Casablanca | 1 – 2            | Al Ain                      | Audi Field, Washington, D.C.              |
| 15:00 (UTC−4) | Mailula 4'       | Relatório (FIFA) | Laba 45+1' (pen) · Kaku 50' | Público: 10 785 Árbitro: CAN Drew Fischer |

| Wydad Casablanca | Al Ain |

| G                       | 12 | Mehdi Benabid        |       |     |
| LD                      | 2  | Mohamed Moufid       |       |     |
| Z                       | 72 | Guilherme Ferreira   |       |     |
| Z                       | 16 | Jamal Harkass        |       | 55' |
| LE                      | 24 | Ayoub Boucheta       |       |     |
| M                       | 11 | Nordin Amrabat       | 83'   |     |
| M                       | 19 | El Mehdi El Moubarik |       | 78' |
| M                       | 23 | Oussama Zemraoui     |       | 78' |
| M                       | 4  | Thembinkosi Lorch    |       |     |
| A                       | 99 | Omar Al Somah        |       | 62' |
| A                       | 21 | Cassius Mailula      |       | 62' |
| Substitutions:          |    |                      |       |     |
| Z                       | 22 | Bart Meijers         |       | 55' |
| A                       | 26 | Selemani Mwalimu     | 68'   | 62' |
| A                       | 9  | Samuel Obeng         |       | 62' |
| M                       | 27 | Ismael Benktib       | 90+3' | 78' |
| M                       | 5  | Ismail Moutaraji     |       | 78' |
| Treinador:              |    |                      |       |     |
| Mohamed Amine Benhachem |    |                      |       |     |

| G              | 1  | Rui Patrício        |       |       |
| Z              | 5  | Park Yong-woo       |       |       |
| Z              | 25 | Ramy Rabia          |       |       |
| Z              | 4  | Yahya Ben Khaleq    |       |       |
| M              | 97 | Adis Jašić          |       | 64'   |
| M              | 36 | Facundo Zabala      |       |       |
| M              | 10 | Kaku                |       | 64'   |
| M              | 70 | Abdoul Karim Traoré | 45+2' |       |
| M              | 20 | Matías Palacios     | 10'   | 90+3' |
| A              | 21 | Soufiane Rahimi     |       | 90+3' |
| A              | 9  | Kodjo Fo-Doh Laba   |       | 87'   |
| Substituições: |    |                     |       |       |
| M              | 28 | Nassim Chadli       |       | 64'   |
| M              | 8  | Mohammed Abbas      |       | 64'   |
| M              | 6  | Yahia Nader         |       | 87'   |
| A              | 13 | Houssine Rahimi     |       | 90+3' |
| A              | 56 | Amadou Niang        |       | 90+3' |
| Treinador:     |    |                     |       |       |
| Vladimir Ivić  |    |                     |       |       |

| Homem do Jogo: Kodjo Fo-Doh Laba Bandeirinhas: Micheal Barwegen Lyes Arfa Quarto árbitro: Juan Gabriel Benítez Árbitro assistente de vídeo: Fu Ming Árbitros assistentes de árbitro de vídeo: Mahmoud Ashour Juan Soto |

## Disciplina
Os pontos de fair play serão usados como critério de desempate se os registros gerais e de confronto direto das equipes estiverem empatados. Estes são calculados com base nos cartões amarelos e vermelhos recebidos em todas as partidas do grupo da seguinte forma:
- primeiro cartão amarelo: menos 1 ponto
- cartão vermelho indireto (segundo cartão amarelo): menos 3 pontos
- cartão vermelho direto: menos 4 pontos
- cartão amarelo e cartão vermelho direto: menos 5 pontos

Apenas uma das deduções acima pode ser aplicada a um jogador em uma única partida.
| Seleções         | Jogo 1                        | Jogo 1                            | Jogo 1  | Jogo 1               | Jogo 2                        | Jogo 2                            | Jogo 2  | Jogo 2               | Jogo 3                        | Jogo 3                            | Jogo 3  | Jogo 3               | Pontos |
| Seleções         | Penalizado com cartão amarelo | Penalizado · Penalizado · Expulso | Expulso | Penalizado · Expulso | Penalizado com cartão amarelo | Penalizado · Penalizado · Expulso | Expulso | Penalizado · Expulso | Penalizado com cartão amarelo | Penalizado · Penalizado · Expulso | Expulso | Penalizado · Expulso | Pontos |
| ---------------- | ----------------------------- | --------------------------------- | ------- | -------------------- | ----------------------------- | --------------------------------- | ------- | -------------------- | ----------------------------- | --------------------------------- | ------- | -------------------- | ------ |
| Manchester City  |                               |                                   | 1       |                      | 1                             |                                   |         |                      |                               |                                   |         |                      | -5     |
| Wydad Casablanca | 1                             |                                   |         |                      | 2                             |                                   |         |                      | 3                             |                                   |         |                      | -6     |
| Al Ain           | 1                             |                                   |         |                      | 2                             |                                   |         |                      | 2                             |                                   |         |                      | -5     |
| Juventus         | 4                             |                                   |         |                      |                               |                                   |         |                      | 1                             |                                   |         |                      | -5     |